# Ermita de Santa María del Espino
La Ermita de Santa María del Espino se localiza en la vertiente norte de la Sierra de Ávila, España, al pie de la carretera AV-110, en torno al km 40, en el término municipal de Gallegos de Sobrinos.
La Ermita de la Virgen del Espino completa la terna de ermitas más representativas de la Sierra de Ávila, junto a las ermitas de la Virgen de las Fuentes y de la Virgen de Rihondo, y al igual que todas ellas, el tercer fin de semana del mes de septiembre, se celebra la tradicional romería. Además, también realizan una segunda romería, los Espinos de mayo, que se celebra el segundo domingo del mes de mayo. Al igual que las otras ermitas, el conjunto se complementa con la casa del santero y la antigua plaza de toros cuadrada aledaña.
- Datos: Q5391656